# Epiphora vera
Epiphora vera är en fjärilsart som beskrevs av Antonius Johannes Theodorus Janse 1918. Epiphora vera ingår i släktet Epiphora och familjen påfågelsspinnare. Inga underarter finns listade i Catalogue of Life.